# Turkana (hrabstwo)
Turkana – hrabstwo w północno-zachodniej Kenii, na obszarze dawnej Prowincji Wielkiego Rowu. Liczy 927 tys. mieszkańców na powierzchni 68 233 km². Pod względem powierzchni, jest drugim co do wielkości hrabstwem Kenii. Siedziba administracyjna hrabstwa znajduje się w Lodwar. W większości zamieszkane przez lud Turkana. 
Turkana dzieli swoje granice z czterema hrabstwami: Marsabit na wschodzie, Samburu na południowym wschodzie, Baringo i West Pokot na południowym zachodzie. Graniczy także z Ugandą, Sudanem Południowym i Etiopią, w tym na północy obejmuje sporny Trójkąt Ilemi. Znaczną część granicy na wschodzie wyznacza Jezioro Turkana. 

## Podział administracyjny
Hrabstwo Turkana składa się z sześciu okręgów:
- Turkana North,
- Turkana East,
- Turkana West,
- Turkana South,
- Turkana Central i
- Loima.

## Klimat
Turkana jest jednym z najbardziej suchych hrabstw Kenii. Przez cały rok doświadcza bardzo wysokich temperatur w ciągu dnia i umiarkowanych temperatur w nocy. Hrabstwo otrzymuje rocznie od 150 do 400 mm opadów, a średnie opady wynoszą 250 mm. Opady deszczu są nieprzewidywalne i czasami nie pada przez cały rok. W rezultacie mieszkańcy hrabstwa Turkana stoją w obliczu ciągłego zagrożenia głodem.

## Gospodarka
Życie w hrabstwie Turkana obraca się wokół zwierząt gospodarskich. Bydło zebu, wielbłądy, osły, owce i kozy stanowią główne źródło dochodów mieszkańców. Praktykowane jest również wędkarstwo, głównie przez nieliczne plemię Elmolo, a także popularne wśród kobiet ośrodków miejskich tkanie koszy. 
W 2012 r. brytyjska firma Tullow Oil odkryła tutaj złoża ropy naftowej szacowanej na 560 milionów baryłek. 

## Religia
Struktura religijna w 2019 roku wg Spisu Powszechnego:
- katolicyzm – 44,1%
- protestantyzm – 38,3%
- tradycyjne religie plemienne – 4,7%
- islam – 3,3%
- brak religii – 2,8%
- niezależne kościoły afrykańskie – 2,4%
- pozostali chrześcijanie – 2,2%
- pozostali – 2,2%.